# Hasan Salihamidžić
Hasan Salihamidžić (n. 1 ianuarie 1977) este un fost fotbalist internațional bosniac. A devenit cunoscut prin evoluția sa la clubul Bayern München timp de nouă sezoane, în care a câștigat cu echipa de șase ori titlul în Bundesliga, de patru ori cupa DFB-Pokal, Liga Campionilor 2000-2001 și Cupa Intercontinentală 2001. De asemenea, a mai jucat la cluburile Hamburger SV, Juventus Torino și VfL Wolfsburg.
Salihamidžić a jucat 43 de meciuri pentru echipa națională de fotbal a Bosniei și Herțegovinei, marcând șase goluri.
În cariera sa, el a jucat de obicei ca mijlocaș dreapta, fundaș dreapta sau fundaș stânga.
Hasan Salihamidžić este căsătorit cu o spaniolă originară din Germania, Esther Copado, cu care are 3 copii (Selina, Nick și Lara June), toți născuți în München. Fotbalistul Francisco Copado este cumnatul său.

## Goluri internaționale
| #  | Data              | Stadion                           | Adversar   | Scor | Rezultat | Competiție                                             |
| -- | ----------------- | --------------------------------- | ---------- | ---- | -------- | ------------------------------------------------------ |
| 1. | 6 noiembrie 1996  | Stadionul Koševo, Sarajevo        | Italia     | 1–0  | 2–1      | Meci amical                                            |
| 2. | 8 octombrie 1996  | Stadio Renato Dall'Ara, Bologna   | Croația    | 1–1  | 1–4      | Calificările pentru Campionatul Mondial de Fotbal 1998 |
| 3. | 6 septembrie 1997 | Maksimir, Zagreb                  | Croația    | 2–2  | 2–3      | Calificările pentru Campionatul Mondial de Fotbal 1998 |
| 4. | 27 ianuarie 1999  | Ta' Qali National Stadium, Attard | Malta      | 1–0  | 1–2      | Meci amical                                            |
| 5. | 4 iunie 2005      | Stadio Olimpico, Serravalle       | San Marino | 1–0  | 3–1      | Calificările pentru Campionatul Mondial de Fotbal 2006 |
| 6. | 4 iunie 2005      | Stadio Olimpico, Serravalle       | San Marino | 2–0  | 3–1      | Calificările pentru Campionatul Mondial de Fotbal 2006 |

## Statistici carieră
Statistici actualizate la 5 mai 2012.

### Club
|               |                |               | Campionat | Campionat | Cupă         | Cupă         | Continental | Continental | Total   | Total  |
| Sezon         | Club           | Divizie       | Meciuri   | Goluri    | Meciuri      | Goluri       | Meciuri     | Goluri      | Meciuri | Goluri |
| Germania      | Germania       | Germania      | Campionat | Campionat | DFB-Pokal    | DFB-Pokal    | Europa      | Europa      | Total   | Total  |
| ------------- | -------------- | ------------- | --------- | --------- | ------------ | ------------ | ----------- | ----------- | ------- | ------ |
| 1995–96       | Hamburger SV   | Bundesliga    | 9         | 2         | 0            | 0            | ––          | ––          | 9       | 2      |
| 1996–97       | Hamburger SV   | Bundesliga    | 32        | 7         | 4            | 1            | 5           | 0           | 41      | 8      |
| 1997–98       | Hamburger SV   | Bundesliga    | 31        | 10        | 2            | 1            | 5           | 0           | 38      | 11     |
| 1998–99       | Bayern München | Bundesliga    | 30        | 4         | 4            | 0            | 13          | 2           | 47      | 6      |
| 1999–2000     | Bayern München | Bundesliga    | 30        | 4         | 5            | 3            | 16          | 0           | 51      | 7      |
| 2000–01       | Bayern München | Bundesliga    | 31        | 4         | 2            | 1            | 15          | 2           | 48      | 7      |
| 2001–02       | Bayern München | Bundesliga    | 19        | 5         | 1            | 0            | 9           | 1           | 29      | 6      |
| 2002–03       | Bayern München | Bundesliga    | 12        | 2         | 2            | 1            | 7           | 3           | 21      | 6      |
| 2003–04       | Bayern München | Bundesliga    | 33        | 4         | 4            | 1            | 8           | 0           | 45      | 5      |
| 2004–05       | Bayern München | Bundesliga    | 29        | 2         | 5            | 1            | 9           | 2           | 43      | 5      |
| 2005–06       | Bayern München | Bundesliga    | 21        | 2         | 2            | 0            | 1           | 0           | 24      | 2      |
| 2006–07       | Bayern München | Bundesliga    | 29        | 4         | 3            | 0            | 10          | 1           | 42      | 5      |
| Italia        | Italia         | Italia        | Campionat | Campionat | Coppa Italia | Coppa Italia | Europa      | Europa      | Total   | Total  |
| 2007–08       | Juventus       | Serie A       | 26        | 4         | 4            | 1            | ––          | ––          | 30      | 5      |
| 2008–09       | Juventus       | Serie A       | 11        | 1         | 0            | 0            | 4           | 0           | 15      | 1      |
| 2009–10       | Juventus       | Serie A       | 14        | 2         | 1            | 0            | 3           | 0           | 18      | 2      |
| 2010–11       | Juventus       | Serie A       | 10        | 0         | 0            | 0            | ––          | ––          | 10      | 0      |
| Germania      | Germania       | Germania      | Campionat | Campionat | DFB-Pokal    | DFB-Pokal    | Europa      | Europa      | Total   | Total  |
| 2011–12       | Wolfsburg      | Bundesliga    | 15        | 3         | 1            | 1            | ––          | ––          | 16      | 4      |
| Total         | Germania       | Germania      | 321       | 53        | 35           | 10           | 98          | 11          | 454     | 74     |
| Total         | Italia         | Italia        | 61        | 7         | 5            | 1            | 7           | 0           | 73      | 8      |
| Total carieră | Total carieră  | Total carieră | 382       | 60        | 40           | 11           | 105         | 11          | 527     | 82     |

### Internațional
| Națională             | Sezon | Meciuri | Goluri |
| --------------------- | ----- | ------- | ------ |
| Bosnia și Herțegovina | 1996  | 4       | 2      |
| Bosnia și Herțegovina | 1997  | 4       | 1      |
| Bosnia și Herțegovina | 1998  | 5       | 0      |
| Bosnia și Herțegovina | 1999  | 2       | 1      |
| Bosnia și Herțegovina | 2000  | 4       | 0      |
| Bosnia și Herțegovina | 2001  | 5       | 0      |
| Bosnia și Herțegovina | 2002  | 5       | 0      |
| Bosnia și Herțegovina | 2003  | 3       | 0      |
| Bosnia și Herțegovina | 2004  | 5       | 0      |
| Bosnia și Herțegovina | 2005  | 4       | 2      |
| Bosnia și Herțegovina | 2006  | 1       | 0      |
| Total                 | Total | 42      | 6      |

## Palmares

### Club
Bayern München
- Bundesliga: 1998–99, 1999–2000, 2000–01, 2002–03, 2004–05, 2005–06
- DFB-Pokal: 1999–2000, 2002–03, 2004–05, 2005–06
- DFB-Ligapokal: 1998, 1999, 2000, 2004
- UEFA Champions League: 2000–01
- Cupa Intercontinentală: 2001

Juventus
- Serie A

Vicecampion: 2008–09

### Individual
- Fotbalistul bosniac al anului: 2004